# Marc Nattier
Marc Nattier, né en 1642 et mort le 24 octobre 1705, est un peintre français.

## Biographie
Peintre de portrait, Marc Nattier est reçu membre de l’Académie royale de peinture le 27 juin 1676.
Il épouse une élève de Charles Le Brun, la miniaturiste Marie Courtois, qui lui donne deux fils, Jean-Marc Nattier et Jean-Baptiste Nattier, qui deviendront eux-mêmes peintres.
C'est en 1702 que Marc Nattier (1642-1705) avait obtenu l'autorisation de reproduire et de graver les 24 tableaux du Cycle de Marie de Médicis de la galerie du palais du Luxembourg. Pour réaliser ce travail, Marc Nattier a fait intervenir ses deux fils, Jean-Marc Nattier et Jean-Baptiste Nattier, pour réaliser les dessins, gravés ensuite par Gérard Audran (1640-1703), Gérard Edelinck (1640-1707), Bernard Picart (1673-1733), et Gaspard Duchange (1662-1757). Avant la mort de Marc Nattier, ses fils ont hérité de ses droits sur la gravure des tableaux du palais du Luxembourg. Les gravures sont imprimées en 1710 dans un album, sous le titre Gallerie du palais du Luxembourg.
Il est mort le 24 octobre 1705 à Paris.

## Sources
- Ferdinand Hoefer, Nouvelle Biographie générale, tome 37, Paris, Firmin-Didot, 1863, p. 507-8.